# バーンムアン
バーンムアン王（タイ語: ขุนบาลเมือง、英語: Ban Muang）は、タイの古代王朝、スコータイ王朝の2代目の王。建国者シー・インタラーティットの第二子。現在のスコータイ県を中心とする地域を統治した。
生没年については詳しい記録は残っておらず、父王シー・インタラーティットから政権を引き継いだ年齢さえ分かっていない。ラームカムヘーン大王碑文には当時王子であった弟ラームカムヘーンに看病されるバーンムアン王の姿が描かれている。